# Иксодиоз
Иксодиоз (Ixodiasis, иксодидоз) — акариаз человека и животных (собак, кошек и т.д.), заболевание, возникающее при нападении иксодовых клещей.
Присасывание иксодовых клещей к покровам хозяина малоболезненно и обычно проходит незамеченным. Но в период кровососания на месте присасывания клещей развивается местная воспалительная реакция, нередко с нагноением и образованием медленно заживающей и сильно зудящей ранки. После укусов необходима проверка на возможное заражение трансмиссивной инфекцией.

## Возбудители
Возбудителями являются облигатные кровососы рода Ixodes (сем. Ixodida).
Все иксодовые клещи относятся к кровососущим эктопаразитам млекопитающих, птиц, рептилий и амфибий. Человек — случайный хозяин иксодовых клещей, и реакция на укус у него может быть различной: она или напоминает таковую на инородное тело, или протекает как аллергия на белки слюны, на токсин (например, клещевой паралич), или как инфекционное заболевание, передаваемое клещом.
В месте укуса появляется безболезненная эритема, которая постепенно увеличивается в размерах, приобретая вид мигрирующей эритемы и достигая в диаметре 15—20 см. Сначала она ярко-красная, отечная, с выраженным зудом, а в дальнейшем бледная, инфильтрированная с синюшным оттенком. Через 2—3 нед наступает выздоровление. Чаще клещи закрепляются в складках кожи, в области гениталий, суставов, живота.

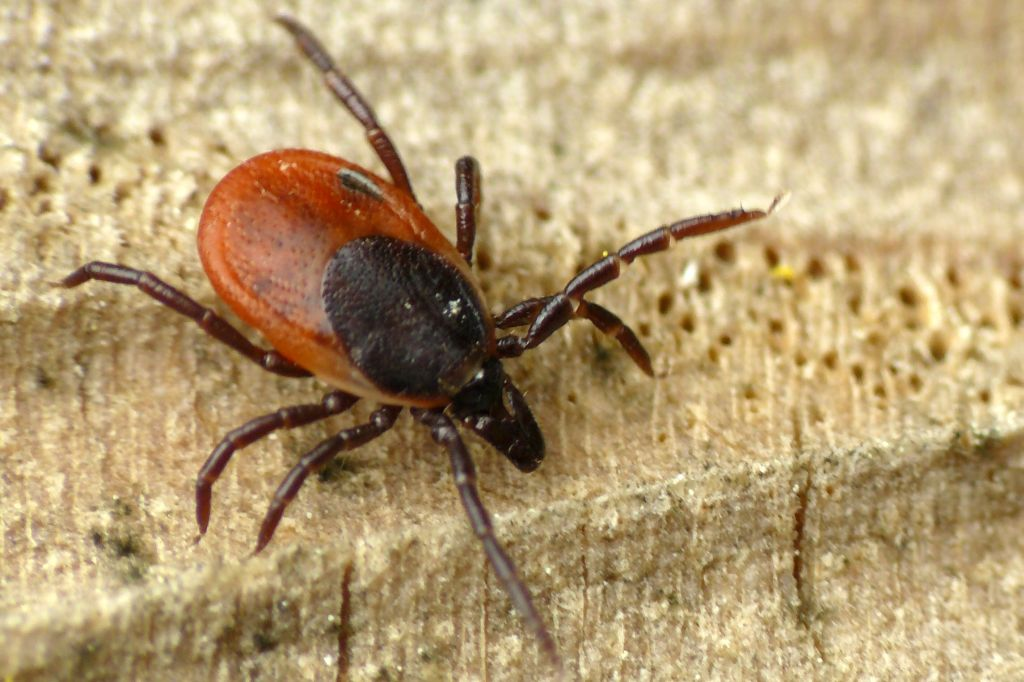
Собачий клещ

Таёжный клещ (Ixodes persulcatus) и собачий клещ (Ixodes ricinus) — основные переносчики клещевого энцефалита в России. Таежный клещ распространен в лесах Сибири и Дальнего Востока. Собачий клещ встречается в Европейской части России и странах Центральной и Северной Европы. I. ricinus также является переносчиком эритемы мигрирующей хронической.
I. holocyclus передаёт при укусе  Rickettsia australis — возбудителя австралийского клещевого риккетсиоза.
Место укуса взрослой самкой воспалено, зудит, воспаление сохраняется несколько недель. У некоторых людей возникает тяжёлая аллергическая реакция, возможен клещевой паралич. Личинки и нимфы, так же как взрослые особи, способны к порождению очень тяжёлых аллергических реакций. Покраснение (эритема) и жидкая опухоль (отёк) может развиться в течение 2–3 часов после приложения даже одной личинки. Даже ползание этих клещей на человеке вызывает зуд. В юго-восточном Квинсленде "невыносимая сыпь" (известный в местном масштабе как "scrub itch") вызвана инвазией многими личинками I. holocyclus. В слюне этого клеща найдены нейротоксины, вызывающие клещевой паралич.

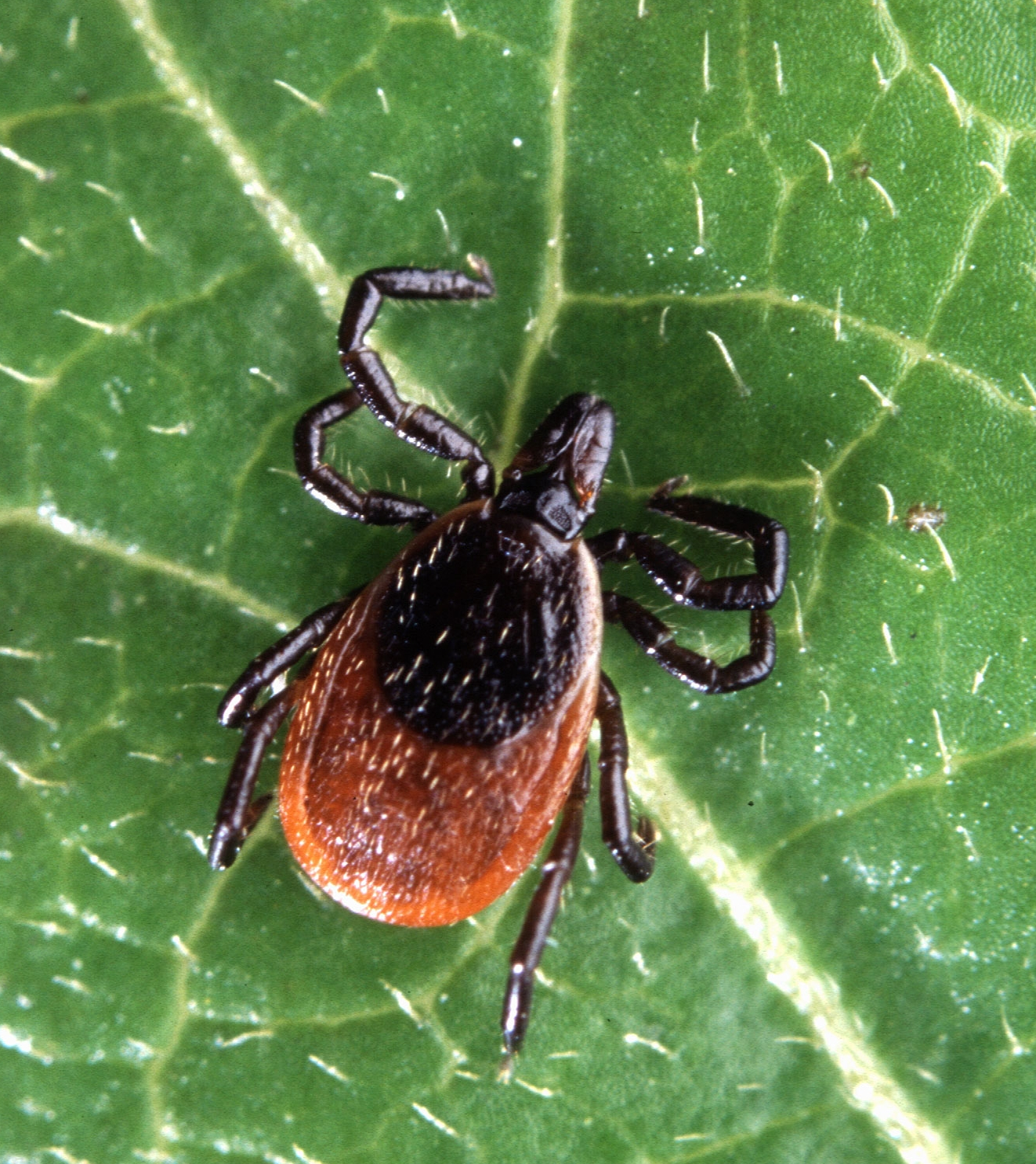
Черноногий клещ

Черноногий клещ Ixodes scapularis — переносчик болезни Лайма, бабезиозов и гранулоцитарного анаплазмоза человека. Распространён на востоке и севере Среднего Запада США.
Ixodes pacificus обитает на западном побережье Северной Америки, передаёт болезнь Лайма.